# Nittorps IK
Der Nittorps IK ist ein schwedischer Eishockeyklub aus Nittorp. Die Mannschaft spielt in der fünftklassigen Division 3.

## Geschichte
Der Nittorps IK trat erstmals überregional in Erscheinung, als er sich zur Saison 1999/2000 für die neu geschaffene drittklassige Division 1 qualifizierte. In der Saison 2001/02 stieg die Mannschaft in die viertklassige Division 2 ab. Anschließend scheiterte der Nittorps IK drei Mal in Folge erst in der Relegation am Wiederaufstieg. Erst in der Saison 2012/13 nahm der Klub wieder an der Division 1 teil, stieg aber inzwischen bis in die fünftklassige Division 3 ab.